# 小行星5124
小行星5124（5124 Muraoka）是一颗围绕太阳公转的小行星。1989年2月4日，關勉在藝西天文台发现了此天体。
該小行星以日本業餘天文學家村岡健治命名。
这颗小行星的绝对星等为282.2808524908556等。